# Melozone cabanisi
El toquí costarricense o pinzón cafetalero (Melozone cabanisi) es una especie de ave paseriforme de la familia Passerellidae endémica del centro de Costa Rica. Anteriormente se consideraba una subespecie del toquí cuatro ojos.  
Se clasifica como una especie en estado Casi amenazado, ya que su población está en declive por la tendencia a dedicar más terreno en el Valle Central a desarrollo urbano. Estudios recientes estiman que hay entre 2958 y 11,832 adultos.

## Descripción
Mide de media 15 cm de largo y pesa 28 g. Tiene las partes superiores de color pardo oliváceo y las inferiores principalmente blancas. Presenta el píleo y las mejillas rojizas uniéndose ambos por detrás de la mancha blanca blanca que rodea los ojos. Su frente es negra y también es negro el borde inferior del lorum blanco. Además presenta listas malares negras que contrastan con la garganta blanca y una mancha negra redondeada en el centro del pecho. Los juveniles son más parduzcos, tienen las partes inferiores amarillentas y un patrón 
de color difuso en la cabeza. 